# Wojciech Józef Rudnicki
Wojciech Józef Rudnicki (zm. w 1802 roku) – generał major z nominacji konfederacji targowickiej, generał major komenderujący w Dywizji Ukraińskiej i Podolskiej, konfederat barski i targowicki.
W czasie wojny polsko-rosyjskiej 1792 roku przeszedł na stronę wroga.